# Jus de fraise
 (octobre 2010).
Si vous disposez d'ouvrages ou d'articles de référence ou si vous connaissez des sites web de qualité traitant du thème abordé ici, merci de compléter l'article en donnant les références utiles à sa vérifiabilité et en les liant à la section « Notes et références ».

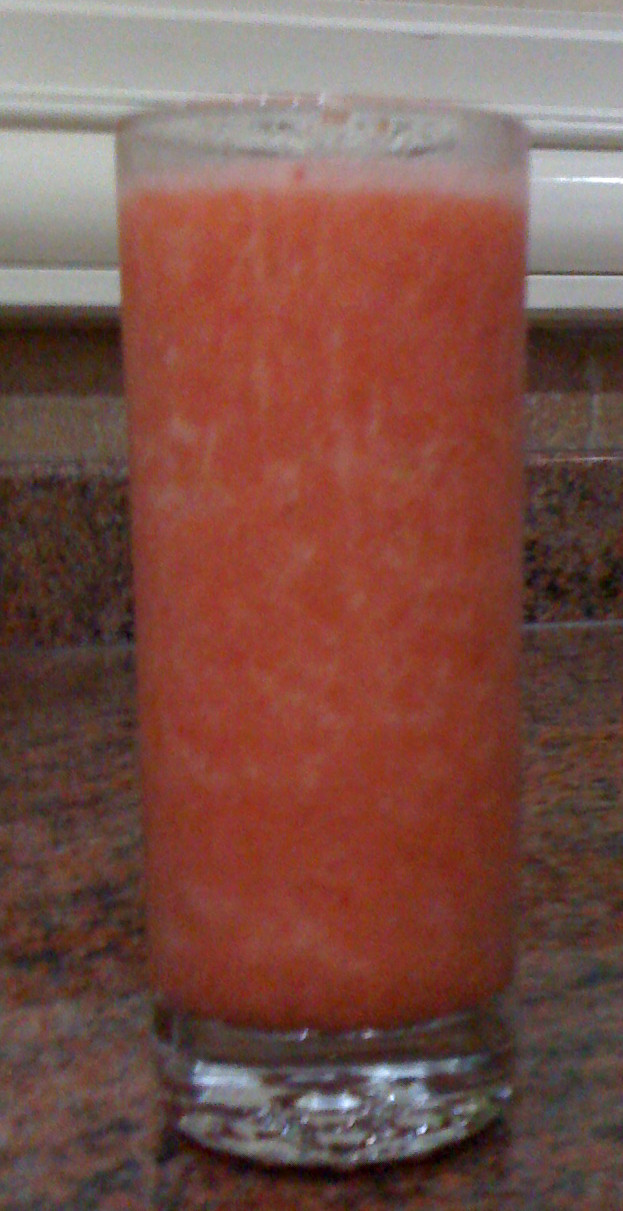
Verre de jus de fraise

Le jus de fraise est une boisson préparée à partir de fraises.
Sa couleur et sa saveur le rendent particulièrement bien adapté pour les cocktails; que ce soit sous forme de jus ou de coulis. Le jus de fraise transformé par l'industrie agroalimentaire sert à élaborer des concentrés adaptés au transport et employés par la suite dans plusieurs produits industriels, comme les boissons de marques Minute Maid Strawberry passion ou CoolBest Strawberry Hill.

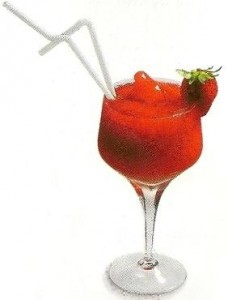
Cocktail de fraise

## Préparation

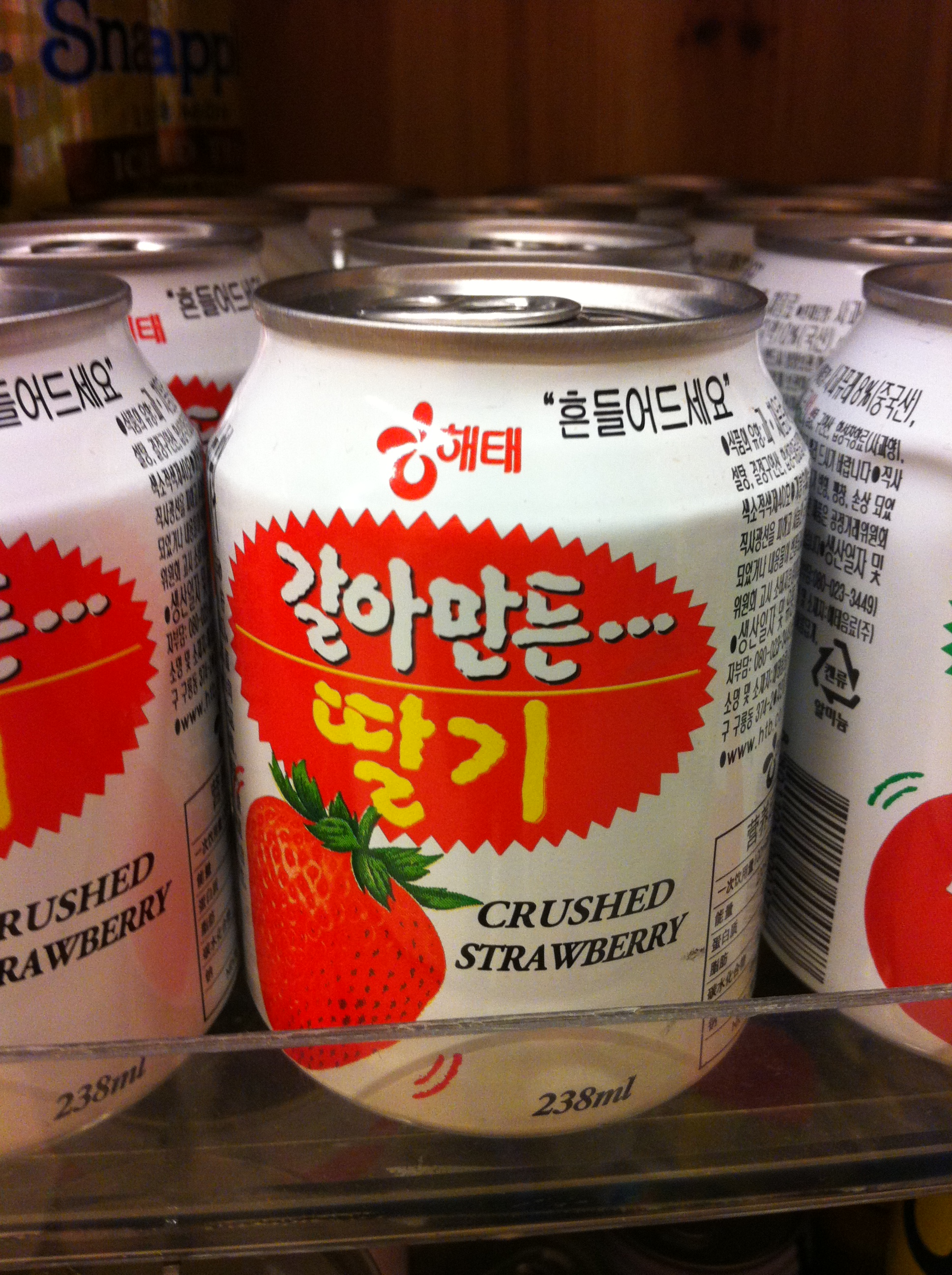
Boîte de purée de Fraise, d'origine coréenne

Bien qu'on l'appelle jus, la boisson est le plus souvent préparée à partir de fraises écrasés[réf. nécessaire], avec ou sans sucre ajouté ce qui correspond à la définition du nectar ou du coulis. On peut également trouver du sirop de fraise à l'eau.
Les contraintes de l'industrialisation se ressentent particulièrement sur la fraise, car la différence de goût entre une fraise cuite et une fraise crue est importante[réf. nécessaire].